# Рябинкин, Юрий Иванович
Ю́рий Ива́нович Ряби́нкин (2 сентября 1925, Ленинград — мёртв на 2 марта 1942) – ленинградский подросток, ставший жертвой блокады Ленинграда. С самого первого дня нападения Германии на СССР 22 июня 1941 года, он вёл дневник, который обрывается 6 января 1942 года.
О Юрии общественность узнала только спустя несколько десятилетий после войны, когда его дневник был напечатан в нескольких газетах, а затем отрывки из него были приведены в «Блокадной книге» Алеся Адамовича и Даниила Гранина (по причине небольшого объёма отдельным изданием дневник никогда не издавался).
Судьба Юрия осталась неизвестной — он не пережил блокаду и доподлинно известно только то, что он не дожил до середины марта 1942 года, но место захоронения в данный момент не установлено.

## Биография
Юра родился 2 сентября 1925 в Ленинграде. У него была младшая сестра Ирина (род. 30 апреля 1933 г.). Его мать Антонина Михайловна Рябинкина (урождённая Панкина, род. 13 августа 1903 г.) происходила из интеллигентной семьи. Она окончила гимназию, хорошо знала французский, немецкий, польский языки. В квартире была богатая библиотека из русской и иностранной литературы. На момент 1941 года Антонина работала заведующей библиотечным фондом и была с 1927 года членом ВКП(б). Отец в апреле 1933 года ушёл из семьи, женился повторно и уехал в Карелию, где в 1937 году был репрессирован и сослан в Уфу (его дальнейшая судьба неизвестна).
До семи лет Юрий жил у тёти в пригороде. В 1933 году он пошёл в школу и весной 1941 года закончил 8-й класс. Параллельно со школой Юрий в 1938 году в течение года посещал морской кружок Куйбышевского района, а затем три года посещал исторический кружок в Ленинградском Доме пионеров. Семья (Юрий, Ирина, Антонина и их тётя) проживала на Садовой улице (тогда улица 3-го июля) в доме 34, в квартире 2.
Узнав о начале войны Рябинкины, поскольку Антонина была партийным человеком, предпочли остаться в городе. Юрий имел проблемы со зрением и страдал плевритом, из-за чего никаких попыток отправиться добровольцем на фронт не делал. Осенью 1941 года Антонина советовала ему устроиться в военно-морскую спец-школу, чтобы тогда у Юрия было бы больше шансов поскорее эвакуироваться, но Юрий не прошёл медкомиссию.
Первую запись в своём дневнике Юрий сделал именно 22 июня, но он нигде так и не раскрыл, почему вообще начал вести дневник. Его сестра Ирина о дневнике не знала и спустя годы заявила, что ей ни разу не доводилось видеть, чтобы её брат делал в те дни какие-то записи. Возможно, Юрий вёл дневник тайно от семьи, но на одной из страниц он пишет, что мама просит бросить ведение дневника.
В общей записи от 13 и 14 декабря Юрий написал, что их семью внесли в список эвакуирующихся на автомашинах в колонну Наркомстроя, которая должна была пройти с 15 по 20 декабря, но в итоге была отложена на неопределённое время. Когда была введена карточная система, то Антонина получила рабочую карточку, Ирина — детскую, а Юрий, поскольку он был неработающим подростком, — иждивенческую, вследствие чего он получал самую маленькую норму хлеба. В конечном итоге полностью доведённый до отчаяния голодом Юрий стал разными способами иногда прикарманивать себе часть паек, предназначенных для Антонины и Ирины. В самом дневнике он горько раскаивался в своём поведении, а к концу декабря несколько раз затрагивал в записях темы самоубийства и приближающейся смерти. Как и многие ленинградцы семья Рябинкиных ближе к январю 1942 года заболела асцитом. Последняя запись 1941 года датирована 24 декабря, где Юрий вспоминает об их довоенной жизни и характеризует это следующими словами: «Это было счастье, которое я даже не подозревал — счастье жить в СССР, в мирное время, счастье иметь заботившуюся о тебе мать, тётю, знать, что будущего у тебя никто не отымет. Это — счастье».
8 января 1942 года Антонина с Ириной отправились в эвакуацию, а Юрий остался дома, так как сил у него идти не было (по воспоминаниям Ирины, в последние дни, когда она его видела, он уже так ослабел, что ходил, опираясь на палочку), а тащить его на себе Антонина сама тоже не могла. Антонина и Ирина были эвакуированы в Вологду, куда прибыли 26 января и в тот же день Антонина умерла прямо на вокзале от истощения. Живую ещё Ирину отправили в детприемник, откуда 11 февраля определили в детский дом в деревне Никитская, из которого в 1945 году её забрала сестра Антонины. Судьба самого Юрия осталась неизвестной. Последняя запись в дневнике датируется 6 января 1942 года, за два дня до отъезда матери и сестры, и завершается фразой «О господи, что со мной происходит? И сейчас я, я, я…» На этом дневник заканчивается.
В феврале 2021 года в архивах Информационного центра ГУВД по Санкт-Петербургу и Ленинградской области был обнаружен адресный листок убытия квартиры Рябинкиных, датированный 2 марта 1942 года, в котором Юрий помечен как умерший.

## Судьба дневника
Дальнейшая судьба Юрия Рябинкина, как и история его дневника, очень запутаны. В период войны в Вологде некая Ревекка Трифонова работала в туберкулезной больнице патронажной сестрой. Где-то в 1942 году она везла в больницу умирающего учителя из деревни Клипуново Лежского района (теперь часть Грязовецкого района). При себе у учителя был дневник Юрия Рябинкина, который его жена отдала Ревекке. Учитель уже не мог говорить и поэтому не мог сказать, как к нему попал дневник, его жена этого тоже не знала. Спустя несколько дней учитель умер и Ревекка забрала дневник себе. Он хранился в её семье многие годы в качестве памяти о тех днях. Трифоновы часто перечитывали его, но, хотя Юрий в самом начале дневника указал свой домашний адрес, попыток разыскать его семью не делали. В 1970 году к готовящемуся юбилею блокады газета «Смена» сделала массовый запрос по советским школам — собрать свидетельства тех дней, — и внучка Ревекки Татьяна принесла дневник Юрия в редакцию. Сами Трифоновы утверждали, что была ещё одна тетрадка, которую Юрий (если она принадлежала ему), начал, вероятно, вести позднее, но этот дневник был ничем не примечателен: в нём было лишь шесть страниц, из которых были использованы только две или три, но они были исписаны бессвязным, без какой-либо датировки, вышедшим за линейки, набором слов, вроде «умираю», «хочу есть» и т. д. В дальнейшем, эта вторая тетрадка куда-то потерялась. Трифоновы помнили, что обе тетради выглядели немного обгоревшими.
Когда Ирина Рябинкина прочитала «Смену», опубликовавшую отрывки из дневника Юрия, она сумела разыскать Ревекку, но та не смогла сообщить ей о судьбе Юрия ничего конкретного. Дневник Юры был отдан Ирине. Алесь Адамович и Даниил Гранин в своей книге высказывают гипотезы, что либо Юрий сумел продержаться до эвакуации и попал в детприемник Лежского района (так как именно в эту местность попадали многие эвакуированные), где и умер, либо же он умер ещё в Ленинграде.
Остаётся неизвестным, как дневник попал из Ленинграда в Лежский район.